# 哈勒火车总站
哈勒火车总站（德語：Halle Hauptbahnhof）是德國薩克森-安哈爾特州城市哈勒的主要鐵路車站，位於哈勒市中心東側。現在的車站修建於1890年。二戰期間車站被摧毀。1967年至1968年期間，車站得到了重建。2002年，車站進行了翻新。